# Gergely Kántor
Gergely Kántor (Budapest, 19 luglio 1999) è uno scacchista ungherese, Grande Maestro.
Ha partecipato spesso al torneo First Saturday di Budapest, ottenendo la terza norma di Grande Maestro in luglio 2019. Il titolo è stato ratificato dalla FIDE in settembre dello stesso anno.
Tra i suoi migliori risultati il 3º posto nel torneo di Hastings 2019/20, dietro a Magesh Panchanathan e Romain Edouard.
In novembre 2021 ha partecipato con la nazionale ungherese al campionato europeo di scacchi a squadre di Brežice in Slovenia.
Ha ottenuto il massimo rating FIDE in marzo 2022, con 2587 punti Elo.